# Aspark Owl
L'Aspark Owl  est une supercar électrique développée par le constructeur automobile japonais Aspark et produite en 50 exemplaires en Italie à partir de 2019, pour une livraison en mars 2020.

## Présentation

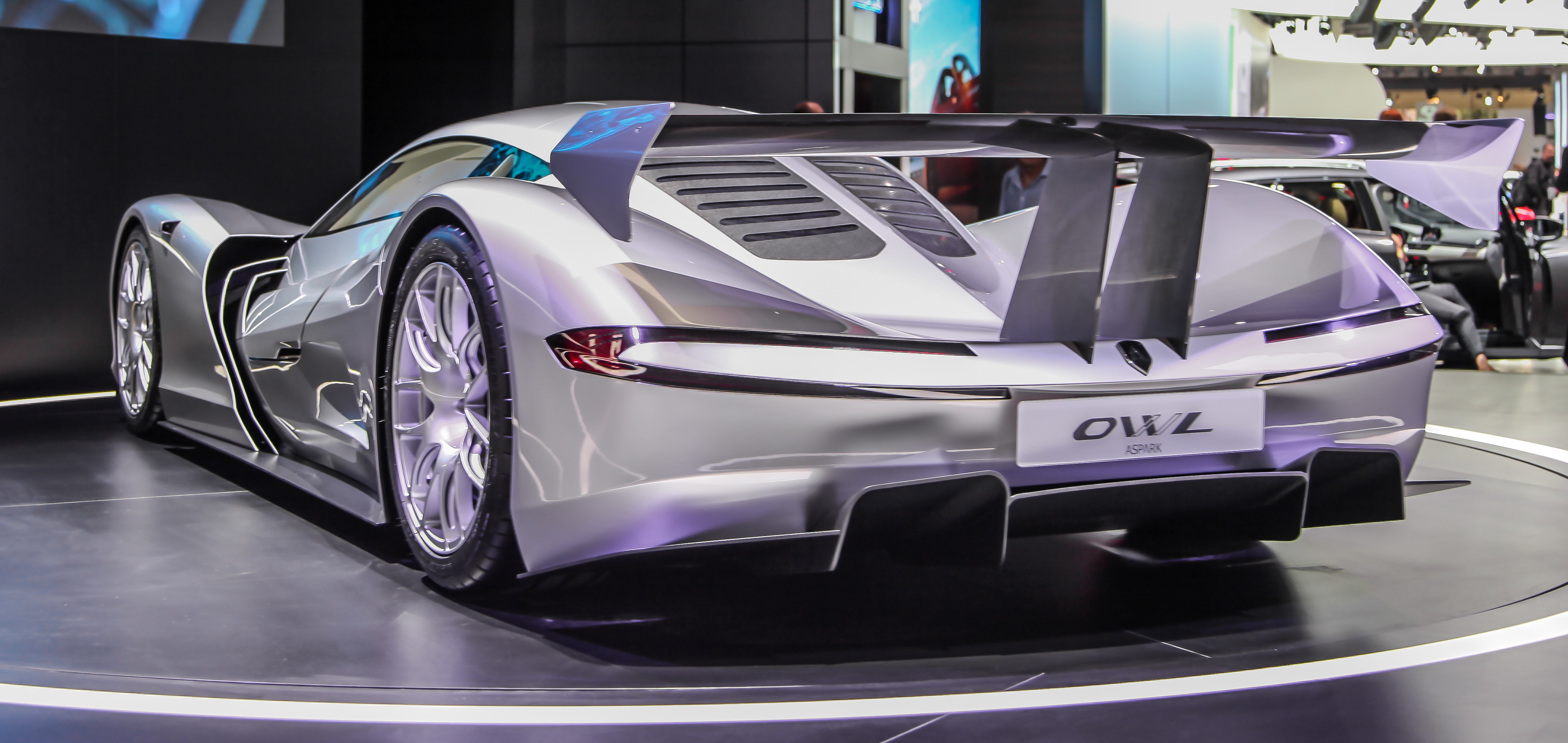
Vue arrière du concept-car.

La Owl, qui se traduit par chouette ou hibou en anglais, est présentée sous forme de concept-car au Salon de Francfort 2017, puis exposée au Mondial Paris Motor Show 2018.
La version de série est présentée deux ans plus tard, le 12 novembre 2019, au salon de Dubaï.
L'Aspark Owl est une série limitée à 50 exemplaires vendus au tarif de 2,9 millions d'euros. Elle est produite par la Manifattura Automobili Torino, près de Turin en Italie, qui produit notamment l'Apollo Intensa Emozione et la MAT New Stratos.

## Caractéristiques techniques
L'Aspark Owl est équipée d'un aileron mobile automatique qui se déploie à 150 km/h et se rétracte à 100 km/h.
À l'intérieur, la planche de bord est dotée de quatre écrans numériques et certaines commandes sont placées au niveau du plafonnier comme sur la McLaren Speedtail.

### Batterie
Les quatre électromoteurs sont alimentés par une batterie lithium-ion d'une capacité de 64 kWh.

## Aspark Owl SP600
L'Aspark Owl SP600, avec une vitesse de pointe de 438,7 km/h atteinte lors du Automotive Testing Papenburg, est officiellement l'hypercar électrique la plus rapide du monde. Un résultat porté par la vision du PDG d'Aspark, Masanori Yoshida, par les partenariats techniques avec Manifattura Automobili Torino et Bridgestone, et par une équipe de professionnels passionnés et dévoués.
Le 8 juin , lors de la deuxième tentative, cette nouvelle hypercar électrique a atteint une vitesse de pointe de 438,7 km/h.
Afin de battre le record du monde de vitesse de pointe pour une hypercar électrique, la SP600 a subi une série complète de tests virtuels et physiques, y compris une campagne spécifique d'activités de validation en soufflerie et plusieurs sessions d'essais sur piste, et a développé un pneu Potenza Race sur mesure pour la SP600 par Bridgestone.
La société Aspark n'en est pas à son coup d'essai en matière de records du monde de vitesse puisqu'elle a établi de nouveaux records pour l'Aspark OWL le 24 mai 2023 au Royaume-Uni.

La SP600 est une évolution de l'Aspark OWL d'origine, développée spécifiquement pour la vitesse de pointe.